# Струнный квартет № 1 (Сметана)
Струнный квартет № 1 «Из моей жизни» (чеш. Z mého života, нем. Aus meinem Leben) ми минор ― четырёхчастное камерное произведение Бедржиха Сметаны, написанное им в 1876 году и впервые опубликованное Франтишеком Августином Урбанеком в Праге в 1880 году. Закрытая премьера сочинения состоялась в 1878 году (партию альта исполнил Антонин Дворжак), а первое публичное исполнение квартета прошло 29 марта 1879 года (играли Фердинанд Лахнер, Ян Пеликан, Йозеф Креган и Алоис Неруда).

## История создания
В 1874 году здоровье Сметаны начало стремительно ухудшаться, и в ночь с 19 на 20 октября того же года композитор полностью потерял слух. В 1876 году Бедржих уезжает из Праги в деревню Ябкенице (там жила его дочь). В это время композитор всё ещё надеялся, что его глухота не будет постоянной. Осенью 1876 года Сметана начинает сочинять новое произведение, которое, по его замыслу, должно стать своего рода музыкальной автобиографией и исповедью композитора. В четвёртую часть струнного квартета была включена звучащая в течение длительного времени высокая нота ми в исполнении первой скрипки, которая имитирует непрекращающийся звон в ушах композитора (Сметана требовал играть эту ноту fortissimo). Квартет был окончательно завершён 29 декабря 1876 года. В письме своему другу Йозефу Срб-Дебрнову Сметана сформулировал идейную концепцию произведения, изображающего ход его жизни, подчеркнул некоторые особенности отдельных частей композиции и признал, что пьеса «принимает нетрадиционную форму».

## Музыка
Квартет состоит из четырёх частей:
1. Allegro vivo appassionato. Эта часть начинается с соло альта и изображает юность композитора[4].
2. Allegro moderato à la Polka
3. Largo sostenuto. Сметана посвятил эту часть своей жене Катаржине[3].
4. Vivace. Заключительная часть квартета иллюстрирует последние годы жизни композитора[5].

В середине XX века Джордж Селл оркестровал произведение; в таком варианте оно было исполнено в 2012 году на Променадных концертах.